# Bahnhof Ratheim
Der Bahnhof Ratheim im Hückelhovener Ortsteil Ratheim war lange Zeit aufgrund des stark ausgeprägten Güterverkehrs und der hier abzweigenden Anschlüsse zur Zeche Sophia-Jacoba neben dem Bahnhof Baal der wichtigste Bahnhof auf dem Hückelhovener Stadtgebiet. Hinzu kam seine Bedeutung für den Personenverkehr bis zu dessen Einstellung am 27. September 1980.

## Geschichte

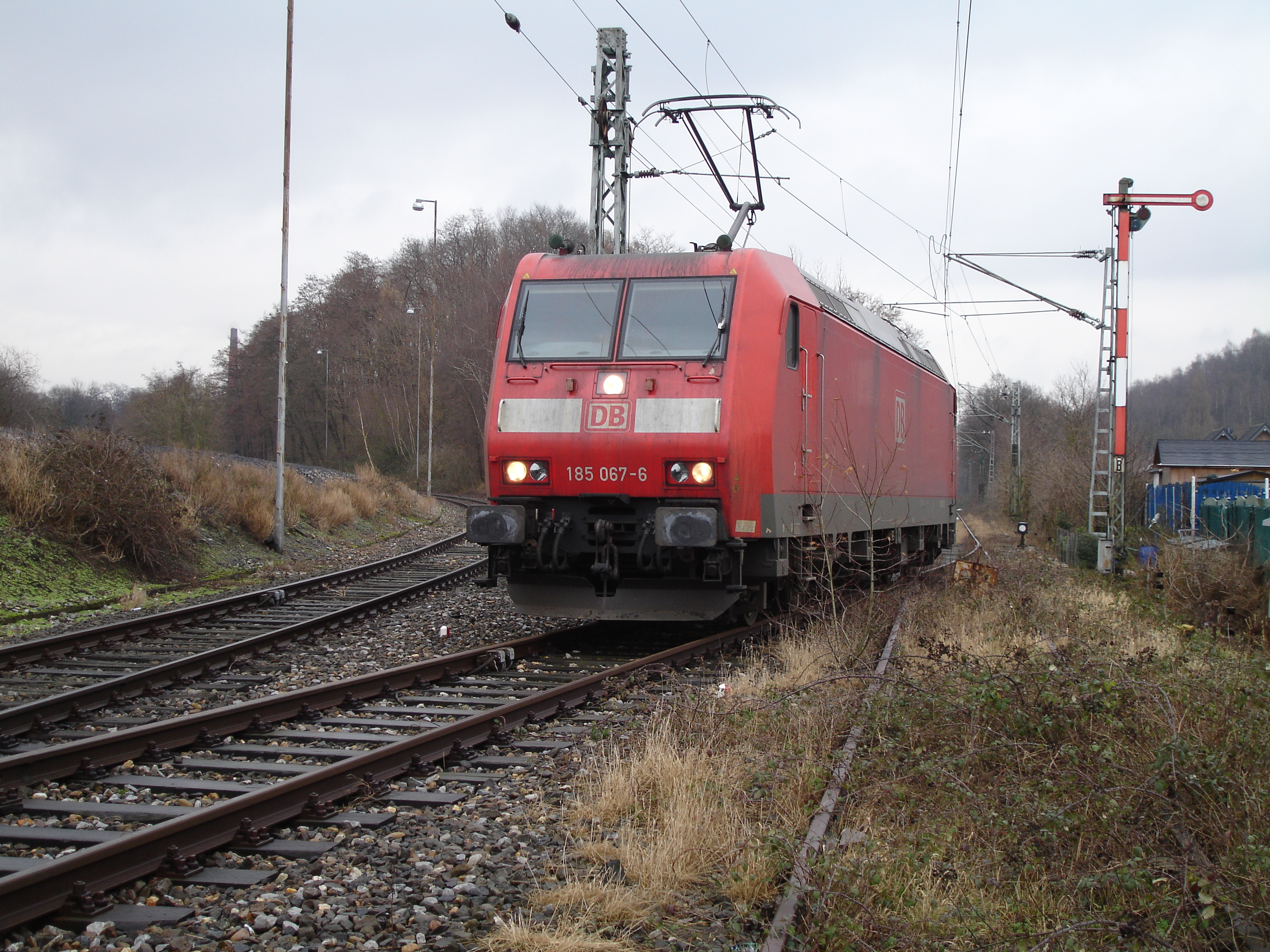
Anschlussstelle zur Zechenbahn mit E-Lok für einen Kohlenganzzug

### Güterverkehr
Mit der Eröffnung der Bahnstrecke Jülich–Dalheim im Jahr 1911 erhielt auch Ratheim einen Bahnanschluss.
Südöstlich des Bahnhofsgebäudes entstand ein achtgleisiger Werksbahnhof der Zeche Sophia-Jacoba mit Anschlussgleisen zum Hückelhovener Zechengelände. Nordwestlich des Bahnhofs wurde die Ratheimer Zentralschachtanlage angebunden.
Durch die Bahnverbindung wuchsen insbesondere nach dem Zweiten Weltkrieg Ratheim und Hückelhoven zu Industriestandorten heran. Der Betrieb war damit auch geprägt von sehr langen und schweren Kohlezügen, was später auch der Grund für die Elektrifizierung des Abschnitts Ratheim–Baal Güterbahnhof werden sollte.
Der Bahnhof Ratheim hatte in seiner Blütezeit für diesen Zweck 14 Beamte und der Güterverkehr erreichte bis zu 60.000 Güterwagen pro Jahr (Bsp. 1987).
Es fuhren vier bis sechs sogenannte Programmzüge der Deutschen Bundesbahn pro Tag (bei Bedarf weitere Güterzüge) und nahezu im Blockabstand betriebsinterne Transporte zwischen dem Zechengelände in Ratheim und der Brikettfabrik in Hückelhoven.
Infolge der Schließung der Untertageförderung der Zeche Sophia-Jacoba nahm auch der Güterverkehr und damit die Bedeutung des Bahnhofs Ratheim stark ab; bis 2007 fuhren sporadisch wenige Güterzüge durch den Ratheimer Bahnhof. Zu diesem Zweck war der Bahnhof montags, mittwochs und freitags planmäßig besetzt. Vor 2011 wurden alle Gleise komplett entfernt.
Trotz der Einstellung des Personenverkehrs in den 1980er Jahren konnte man am Ratheimer Bahnhof noch bis 2002 beim Fahrdienstleiter Fahrkarten erwerben. Dieser Fahrkartenverkauf im kleinen Umfang musste dann allerdings wegen der Trennung von Netz und Betrieb bei der Deutschen Bahn eingestellt werden (die Fahrdienstleiter des Bahnhofs Ratheim gehörten zu DB Netz).
2011 war das Gelände rund um den ehemaligen Bahnhof zugewuchert und in ungepflegtem Zustand.

### Personenverkehr

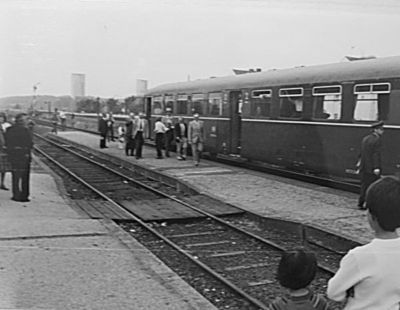
Letzter Personenzug in Ratheim (1980)

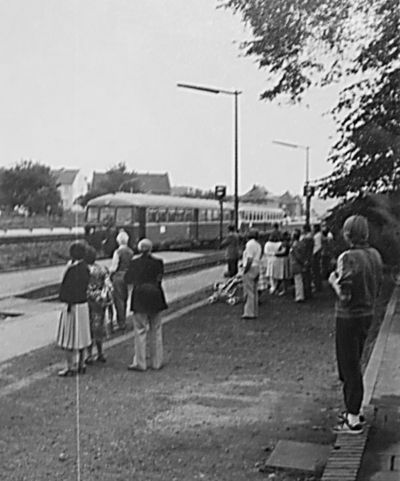
Letzter Personenzug in Ratheim (1980)

Die Deutsche Bundesbahn hatte in ihrer Spätzeit nur noch wenig Interesse an Nebenstrecken wie dieser. Zwar wurde die Verbindung Baal–Dalheim wegen des so genannten Rundverkehrs (eine Verbindung über Mönchengladbach–Rheydt–Rheindahlen–Wegberg–Dalheim–Wassenberg–Ratheim–Hückelhoven–Baal (West)–Erkelenz–Rheydt–Mönchengladbach) zunächst von der Bevölkerung relativ gut angenommen, bedingt durch Fahrplanausdünnungen und unattraktive Fahrtzeiten nahm der Verkehr jedoch langsam ab. Der Fahrplan von 1979 enthielt den Hinweis, dass mit einer Einstellung des Verkehrs jederzeit gerechnet werden müsse.
Der bei der Bevölkerung beliebte Rundverkehr wurde schließlich abgeschafft und parallel verkehrende Bahnbusse taten dann ihr Übriges: Am 27. September 1980 fuhr der letzte – mit einem Trauerkranz versehene – Personenzug gegen 14:30 Uhr am Bahnhof Ratheim ab.
Dieses Ereignis der Hückelhovener Stadtgeschichte rief den damaligen Bürgermeister Roemer, den Stadtdirektor Bürger, den technischen Beigeordneten Herzberg sowie den stellvertretenden Bürgermeister Ginnuttis auf den Plan. Während Herr Ginnuttis in Trauerbekleidung erschien („Zum Begräbnis geht man im schwarzen Anzug“), nahmen Ratheims Stadtverordnete Peter Knur und Axel Preßler in historischen Kostümen die Sache humorvoll. Am Bahnhof Ratheim wurde als Beerdigungskaffee-Ersatz ein Fass Bier für die zahlreichen Schaulustigen angeschlagen und der bedrückenden Situation zum Trotz ein dreifaches „Hoch“ auf den Bahnhof Ratheim und eine baldige Wiedereröffnung ausgesprochen.
Die offizielle Betriebseinstellung des Abschnitts Dalheim–Ratheim erfolgte am 31. Dezember 1983.
Im April 1985 wurden die Gleise im Abschnitt von einschließlich Wassenberg bis Rosenthal entfernt, Gleiches geschah 1986 durch die Schließung der Schuttkippe in Rosenthal auf dem Abschnitt von Rosenthal nach Dalheim (ausschl.).
Der Aachener Verkehrsverbund sah in seinem Zielkonzept 2013 eine Reaktivierung der Strecke (Wassenberg–)Ratheim–Baal für den Personenverkehr vor. Diesen Plänen stand allerdings die Absicht der Stadt Hückelhoven gegenüber, die Strecke zum Bau einer Ortsumgehung teilweise zu überbauen, was 2015 begonnen wurde.

### ICE-Halt Ratheim

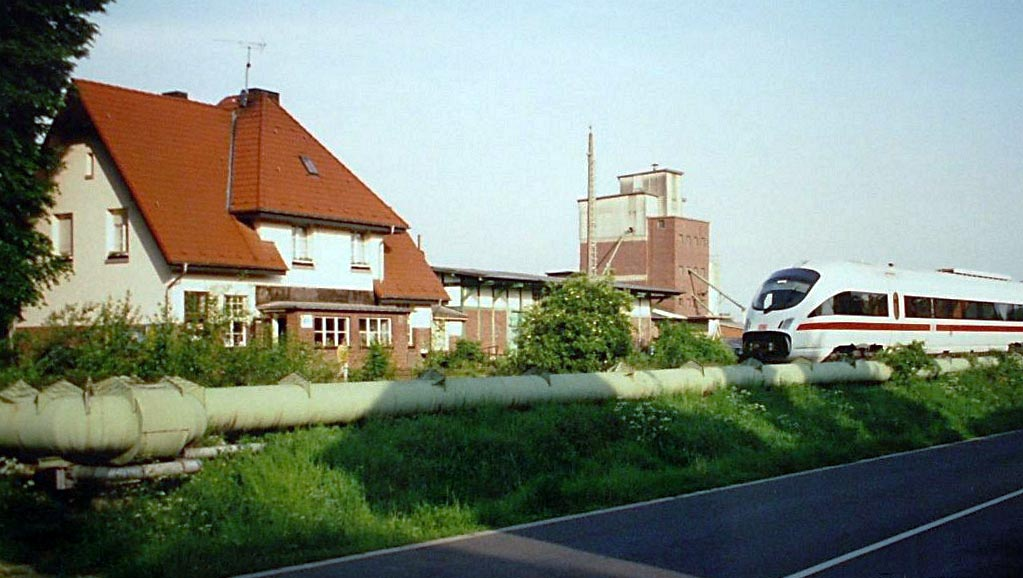
ICE im Bahnhof Ratheim (2000)

Im EXPO-Jahr 2000 wurde die Kohlenwäsche der ehemaligen Zeche Sophia-Jacoba kurzfristig als Aufarbeitungshalle für ICE-Triebzüge des Prüfcenter Wegberg-Wildenrath genutzt, wodurch es zu dem kuriosen Umstand kam, das auf der Strecke Übergabefahrten mit ICEs stattfanden (Diesel-ICEs konnten aus eigener Kraft fahren, während elektrische Triebzüge ab dem Ende der Oberleitung am Bahnübergang Ratheim von Dieselloks mit Schutzwagen übernommen werden mussten) und so der Bahnhof Ratheim zum „inoffiziellen ICE-Halt“ wurde.

## Sonderzüge
Obwohl der reguläre Personenverkehr bereits in den 1980er Jahren eingestellt wurde, gab es einige Sonderzugfahrten zum Bahnhof Ratheim:
- Der Klingende Rurtaler verband in den 1980er und 1990er Jahren Hückelhoven und Ratheim mit touristischen Ausflugszielen, wie Heimbach oder Königswinter.
- Die Realschule Ratheim startete 1986 einen Sonderzug mit etwa 750 Schülern nach Heimbach.
- Der Gläserne Zug brachte in den 1980er Jahren süddeutsche Eisenbahnfreunde nach Ratheim zur Besichtigung der dortigen Zeche.
- Bündnis 90/Die Grünen starteten 2005 einen Sonderzug.
- Die DGEG befuhr die Strecke zuletzt mit einem 3-teiligen Schienenbusgespann.